# Kos Lufthavn
Kos-Hippokrates Lufthavn (IATA: KGS, ICAO: LGKO) er en lufthavn i Grækenland. Den er beliggende 26 kilometer vest for Kos by på øen Kos.
Om sommeren er der meget trafik med charterfly som bringer vesteuropæiske turister til øen. Lufthavnen betjener hvert år cirka 2 millioner passagerer.

## Historie
Lufthavnen åbnede 4. april 1964 med en start- og landingsbane på 1.200 meter. Lufthavnen skulle være med til at fremme turistindustrien på øen. I 1973 forlængede man landingsbanen til de nuværende 2.390 meter, så større passagerfly kunne lande. En ny lufthavnsterminal blev færdiggjort i 1980.